# La Chapelle-Neuve (Morbihan)
Pour les articles homonymes, voir La Chapelle-Neuve et la Chapelle.
La Chapelle-Neuve [la ʃapɛl nœv] est une commune du département du Morbihan, dans la région Bretagne.

## Géographie
| Baud   | Guénin            |             |
|        | La Chapelle-Neuve | Plumelin    |
| Camors | Brandivy          | Moustoir-Ac |

La Chapelle-Neuve est délimitée au nord par Guénin, à l'est par Plumelin, au sud par Pluvigner et à l'ouest par Camors et Baud. Ses nombreuses forêts s'étendent sur 215 ha. Il s'agit d'une commune très étendue et composée de nombreux hameaux, parfois éloignés du bourg.

### Hydrographie
Pour un article plus général, voir Réseau hydrographique du Morbihan.
La commune est située dans le bassin Loire-Bretagne. Elle est drainée par le Tarun, le ruisseau de Tallené, le ruisseau le Goyedon et divers autres petits cours d'eau,.
Le Tarun, d'une longueur de 21 km, prend sa source dans la commune de Bignan et se jette  dans l'Ével à Baud, après avoir traversé huit communes. 

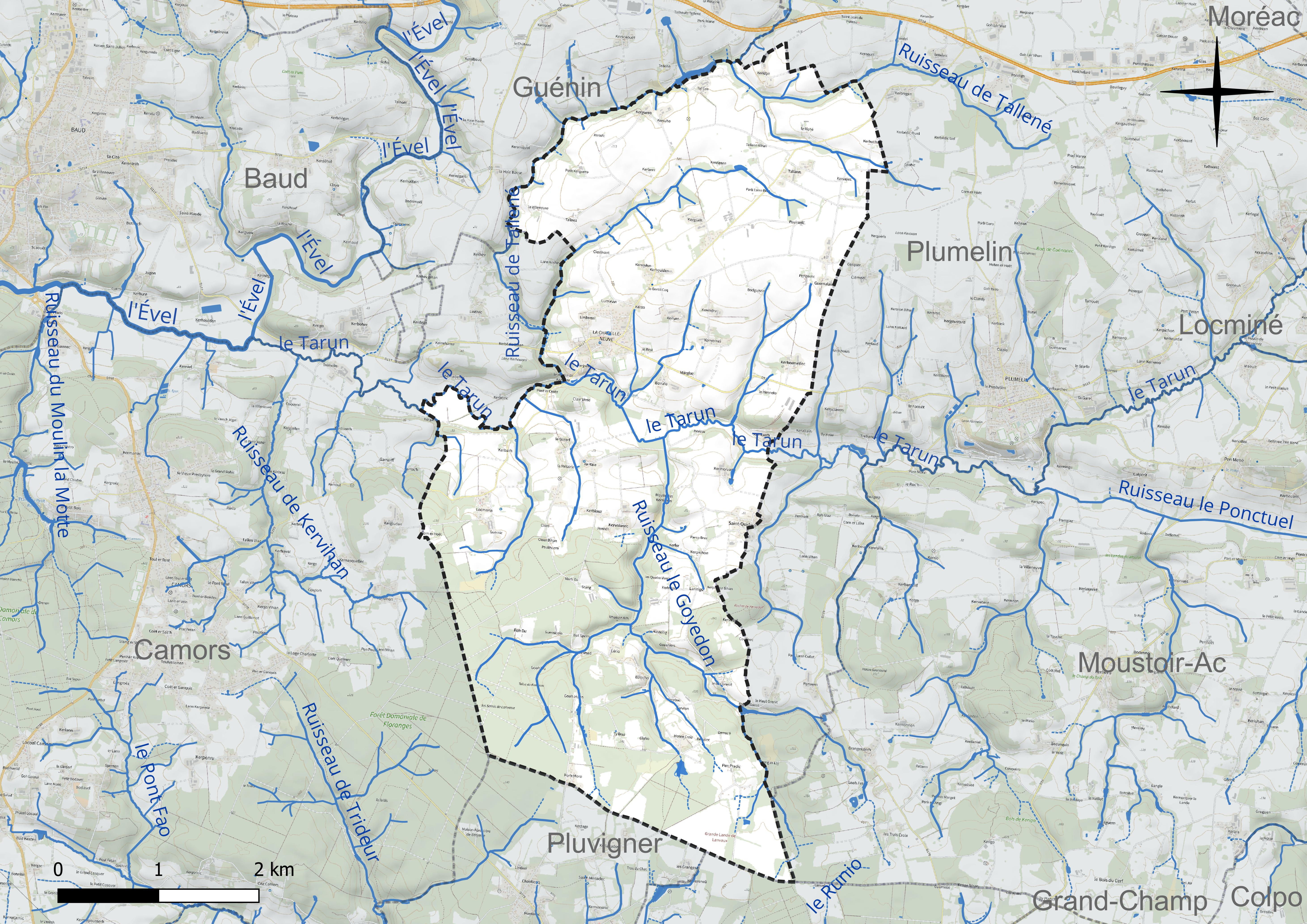
Réseau hydrographique de la Chapelle-Neuve.

### Climat
Pour des articles plus généraux, voir Climat de la Bretagne et Climat du Morbihan.
En 2010, le climat de la commune est de type climat océanique franc, selon une étude du CNRS s'appuyant sur une série de données couvrant la période 1971-2000. En 2020, Météo-France publie une typologie des climats de la France métropolitaine dans laquelle la commune est exposée à un climat océanique et est dans la région climatique  Bretagne orientale et méridionale, Pays nantais, Vendée, caractérisée par une faible pluviométrie en été et une bonne insolation. Parallèlement l'observatoire de l'environnement en Bretagne publie en 2020 un zonage climatique de la région Bretagne, s'appuyant sur des données de Météo-France de 2009. La commune est, selon ce zonage, dans la zone « Intérieur  », exposée à un climat médian, à dominante océanique.  
Pour la période 1971-2000, la température annuelle moyenne est de 11,5 °C, avec une amplitude thermique annuelle de 12 °C. Le cumul annuel moyen de précipitations est de 974 mm, avec 14,6 jours de précipitations en janvier et 7 jours en juillet. Pour la période 1991-2020, la température moyenne annuelle observée sur la station météorologique la plus proche, située sur la commune de Moréac à 11 km à vol d'oiseau, est de 12,0 °C et le cumul annuel moyen de précipitations est de 1 043,7 mm,. Pour l'avenir, les paramètres climatiques de la commune estimés pour 2050 selon différents scénarios d’émission de gaz à effet de serre sont consultables sur un site dédié publié par Météo-France en novembre 2022.

## Urbanisme

### Typologie
Au 1er janvier 2024, La Chapelle-Neuve est catégorisée commune rurale à habitat dispersé, selon la nouvelle grille communale de densité à sept niveaux définie par l'Insee en 2022.
Elle est située hors unité urbaine et hors attraction des villes,.

### Occupation des sols

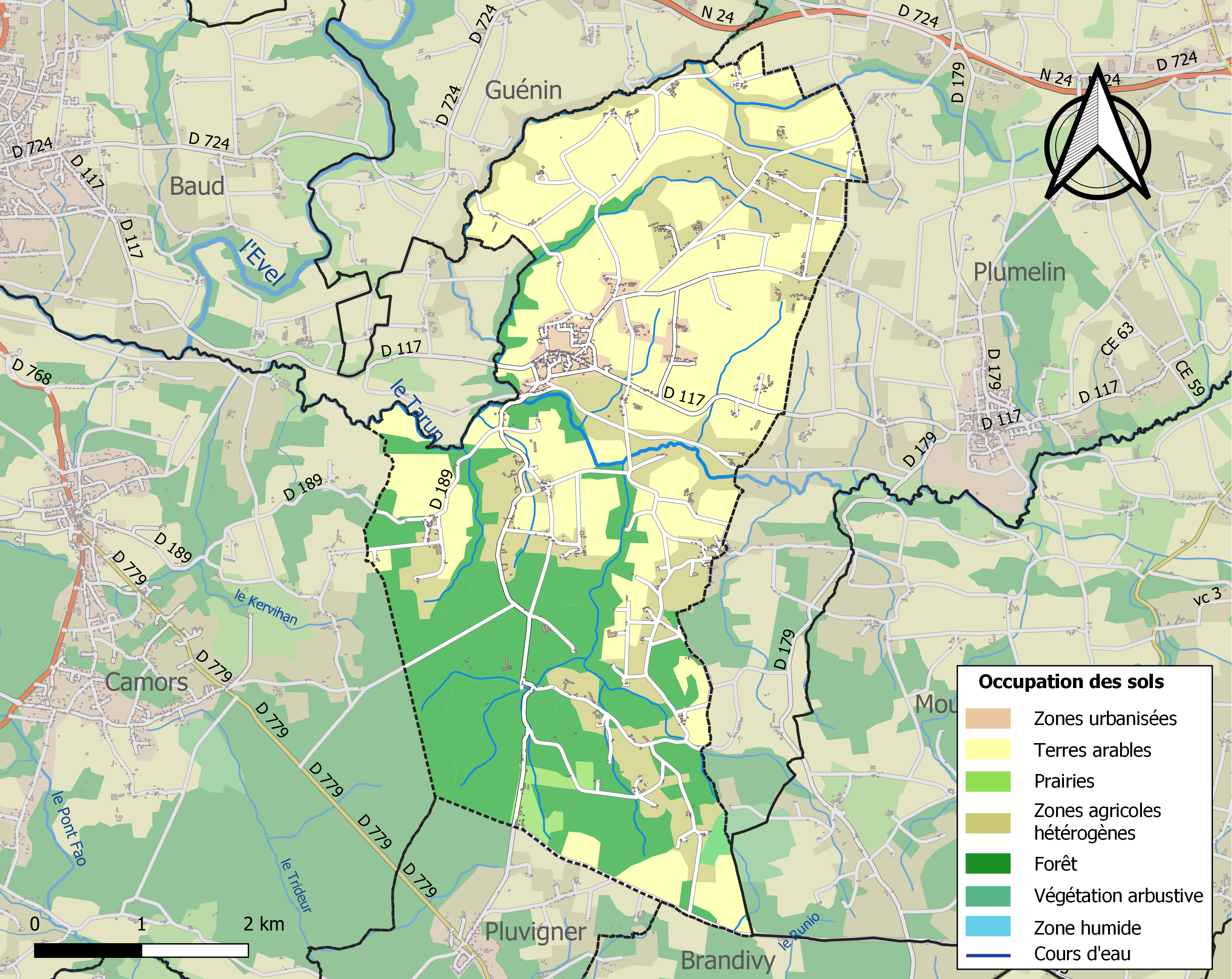
Carte des infrastructures et de l'occupation des sols de la commune en 2018 (CLC).

Le tableau ci-dessous présente l'occupation des sols de la commune en 2018, telle qu'elle ressort de la base de données européenne d’occupation biophysique des sols Corine Land Cover (CLC).
| Type d’occupation                                                                   | Pourcentage | Superficie (en hectares) |
| ----------------------------------------------------------------------------------- | ----------- | ------------------------ |
| Tissu urbain discontinu                                                             | 3,0 %       | 65                       |
| Terres arables hors périmètres d'irrigation                                         | 43,7 %      | 953                      |
| Prairies et autres surfaces toujours en herbe                                       | 1,2 %       | 27                       |
| Systèmes culturaux et parcellaires complexes                                        | 19,2 %      | 418                      |
| Surfaces essentiellement agricoles interrompues par des espaces naturels importants | 3,0 %       | 66                       |
| Forêts de feuillus                                                                  | 9,0 %       | 196                      |
| Forêts de conifères                                                                 | 7,0 %       | 152                      |
| Forêts mélangées                                                                    | 13,5 %      | 294                      |
| Forêt et végétation en mutation                                                     | 0,4 %       | 9                        |
| Source : Corine Land Cover                                                          |             |                          |

## Toponymie
La Chapelle-Neuve, en breton Ar Chapel Nevez, prononcé par les locaux [ʃapel nəɥe].
La commune doit son nom à une chapelle nouvellement construite par rapport aux autres chapelles environnantes, un nouveau lieu secondaire de culte (de Plumelin), et appartenant à la confrérie du Saint Sacrement, confrérie que l'on retrouve un peu partout en Bretagne.

## Histoire

### Ancien Régime
Les seigneurs de Rohan bâtirent en leur fief de Plumelin une nouvelle chapelle : Notre-Dame-de-la-Fosse. À la fin du XVIe siècle, elle est reconstruite par la confrérie du Saint-Sacrement.

### LeXIXesiècle
En juin 1867, la commune se sépare de Plumelin et devient une commune à part entière, prenant le nom de "La Chapelle-Neuve".
Le tracé du chemin d'intérêt commun n° 89, reliant Camors à La Chapelle-Neuve est aprouvé en 1899 par le Conseil général du Morbihan : « le nouveau tracé doit rapprocher les bourgs de Camors et La Chapelle-Neuve, et desservir les terres plus riches et plus fertiles de la vallée du Tarun ».

### LeXXesiècle

#### Les "Paotred du Tarun"
En 1975 est créé le club de football "Les Paotred du Tarun" ("Les Gars du Tarun"), un club modeste, à l'échelle de la commune, qui réussit l'"exploit" de terminer dernier de la 4e division départementale en 2014, mais aussi d'être vainqueur du "Grand Prix 2019" du  "Vrai foot day" organisé par le mensuel So Foot.

## Démographie
L'évolution du nombre d'habitants est connue à travers les recensements de la population effectués dans la commune depuis 1872. Pour les communes de moins de 10 000 habitants, une enquête de recensement portant sur toute la population est réalisée tous les cinq ans, les populations de référence des années intermédiaires étant quant à elles estimées par interpolation ou extrapolation. Pour la commune, le premier recensement exhaustif entrant dans le cadre du nouveau dispositif a été réalisé en 2004.

En 2022, la commune comptait 1 002 habitants, en évolution de +2,24 % par rapport à 2016 (Morbihan : +3,82 %, France hors Mayotte : +2,11 %).
| 1872  | 1876  | 1881  | 1886  | 1891  | 1896  | 1901  | 1906  | 1911  |
| ----- | ----- | ----- | ----- | ----- | ----- | ----- | ----- | ----- |
| 1 061 | 1 073 | 1 094 | 1 137 | 1 174 | 1 266 | 1 294 | 1 254 | 1 320 |

| 1921  | 1926  | 1931  | 1936  | 1946  | 1954  | 1962  | 1968 | 1975 |
| ----- | ----- | ----- | ----- | ----- | ----- | ----- | ---- | ---- |
| 1 290 | 1 317 | 1 330 | 1 295 | 1 334 | 1 130 | 1 004 | 920  | 781  |

| 1982 | 1990 | 1999 | 2004 | 2006 | 2009 | 2014 | 2019 | 2022  |
| ---- | ---- | ---- | ---- | ---- | ---- | ---- | ---- | ----- |
| 739  | 732  | 724  | 751  | 766  | 738  | 944  | 979  | 1 002 |

## Politique et administration
| Période                                  | Période                       | Identité           | Étiquette          | Qualité                                                                                 |
| ---------------------------------------- | ----------------------------- | ------------------ | ------------------ | --------------------------------------------------------------------------------------- |
| Les données manquantes sont à compléter. |                               |                    |                    |                                                                                         |
| 1901                                     | mai 1945                      | Joseph Ménahèze    | Républicain modéré | Agriculteur                                                                             |
| mai 1945                                 | mai 1953                      | Mathurin Jégonday, | SFIO               | Retraité                                                                                |
| mai 1953                                 | mars 1977                     | François Bertho    | Droite             | Cultivateur, maire honoraire                                                            |
| mars 1977                                | juin 1995                     | François Sorel,    |                    | Minotier                                                                                |
| juin 1995                                | mars 2008                     | Denis Morvan       | DVD                | Exploitant agricole                                                                     |
| mars 2008                                | mars 2014                     | Michel Trégouët    |                    | Responsable administratif et comptable                                                  |
| mars 2014                                | avril 2024                    | Anne Sorel,        |                    | Aide-soignante retraitée 5e vice-présidente de Baud Communauté (2021 → ) Démissionnaire |
| avril 2024                               | 13 juillet 2024 (par intérim) | André Texier       |                    |                                                                                         |
| 13 juillet 2024                          | En cours                      | Hélène Le Gars     |                    |                                                                                         |

## Lieux et monuments
- Le Manoir de Kerbourvellec
- L'église Notre-Dame-de-la-Fosse a été classée monument historique et contient un chœur polygonal construit au XVIe siècle. À l'intérieur de l'église on peut apercevoir la Vierge à l'Enfant, statue de bois datant du XVIe siècle.
- À proximité de l'église, la fontaine Notre-Dame-de-la-Fosse haute de trois mètres datant de 1698 est construite en granit. La fontaine fait l'objet d'une inscription au titre des monuments historiques par un décret du 23 septembre 1928.
- La chapelle de Locmaria (XVe siècle) avec son calvaire. Un pardon s'y tient chaque été. La chapelle fait l'objet d'une inscription au titre des monuments historiques par un décret du 16 avril 1975.
- Dolmens de Roh-Du : groupe de trois dolmens, dont un classé au titre des monuments historiques par arrêté du 28 août 1938[29].